# Kasabian
A Kasabian egy angol rockzenekar, amelyet 1997-ben Leicesterben alapított Tom Meighan énekes, Sergio Pizzorno gitáros és alkalmi énekes, Chris Karloff gitáros és Chris Edwards basszusgitáros. Ian Matthews dobos 2004-ben csatlakozott. Karloff 2006-ban elhagyta a zenekart, és új zenekart alapított Black Onassis néven. Jay Mehler 2006-ban csatlakozott turnézó szólógitárosként, majd 2013-ban távozott Liam Gallagher Beady Eye nevű bandájához, hogy Tim Carter vegye át a helyét, aki később, 2021-ben lett a zenekar főállású tagja. Meighan 2020 júliusában hagyta el a zenekart, Pizzorno pedig teljes munkaidős szólóénekesként lépett a helyére.
2010-ben és 2014-ben a Kasabian nyerte el a Q Awards "Best Act in the World Today" díját, míg a 2014-es Q Awards-on, valamint a 2007-es és 2018-as NME Awards-on a "Best Live Act" címet is elnyerték. A zenekar zenéjét gyakran "indie rock"-ként írják le, de Pizzorno azt mondta, hogy "utálja az indie bandákat", és nem érzi úgy, hogy a Kasabian beleférne ebbe a kategóriába.
A Kasabian hét stúdióalbumot adott ki: Kasabian (2004), Empire (2006), West Ryder Pauper Lunatic Asylum (2009), Velociraptor! (2011), 48:13 (2014), For Crying Out Loud (2017) és The Alchemist's Euphoria (2022). A zenekar zenéjét a The Stone Roses és a Primal Scream keverékeként jellemezték az Oasis pimaszságával. Zenéjükkel számos díjat és elismerést nyertek a médiában, többek között 2010-ben a legjobb brit együttesnek járó Brit Awardot, és élő fellépéseiket is dicsérték, amelyek közül a legjelentősebb a 2014-es Glastonbury Fesztiválon való headlinerként való fellépésük volt.

## Történet

### Kezdeti évek (1997–2002)
A zenekar korábbi neve Saracuse volt. A Leicesterben található Bedrock stúdióban kezdték a felvételeket, ahol Chris Edwards hangmérnökként dolgozott, mielőtt a távközlési és adatfeldolgozó iparban helyezkedett el, ahol a Bedrocks anyavállalata, a Micina Technologies Group alkalmazta. A zenekar eredeti tagjai Countesthorpe-ból és Blabyból származnak, és a banda akkor alakult, amikor Pizzorno, Meighan és Edwards a Countesthorpe Community College-ba jártak. Az első demó EP-t Scott Gilbert készítette, és 1998. december 24-én adták át a zenekarnak. Három dalt élőben vettek fel: "Whats Going On", "Life of Luxury" és "Shine On". Az első nyilvános fellépésük a Vipers Rugby Clubban volt, ahol Edwards 18. születésnapját ünnepelték a család és a barátok körében. A Saracuse több száma is szerepelt a RED nevű tripla cd albumon, amelyet a Bedrock Studios készített, amely 1999 végén mutatta be a Leicesteri zenekarokat, és meghívást kaptak az ugyanilyen nevű eseményre a Leicester De Montfort Hallban még ugyanabban az évben, de az akkori menedzserük, Alan Royland tanácsára visszautasították. A zenekart a londoni DJ és producer, Sam Young szerződtette a BMG-hez, és nevüket Kasabianra változtatták, Linda Kasabian után, aki a Charles Manson szekta egyik tagja volt, és később Manson ellen tanúskodott a perében. Az Ukulának adott interjúban Chris Edwards basszusgitáros elmondta, hogy az egykori gitáros Chris Karloff hogyan választotta a nevet. Charles Mansonról olvasva Karloffnál megragadt a Kasabian név. "Egyszerűen csak úgy gondolta, hogy a szó menő... így született meg a döntés" - mondta Edwards. A Kasabian gyakori örmény családnév, az arab nyelvből átvett dialektus örmény ղասաբ ġasab szóból (arabul: قصّاب ḳaṣṣāb) "hentes" és a patronim végződése յան -yan. Sam Young a Concept Musicnál, egy kis független kiadónál dolgozott, amikor a zenekar menedzsere az asztalán hagyta a Saracuse demót. A Concept le akarta szerződtetni a zenekart, és egy két egylemezes szerződést ajánlottak. Young azonban nem vette át a menedzseri feladatokat, és nem kizárólag a BMG-hez szerződtette őket azonnal. Az EMI is érdeklődött a zenekar iránt.

### Kasabian(2003–2005)
Az azonos című debütáló albumuk 2004. szeptember 13-án jelent meg az Egyesült Királyságban, jó eladásokat és általában pozitív kritikákat kapott. A felvételek alatt a zenekar egy Rutland Water melletti farmházban élt, hogy ne zavarják őket. 2005-ben a Kasabian fellépett a Glastonbury Fesztiválon az "Other Stage" színpadon.
Annak ellenére, hogy a debütáló "Processed Beats" és a "Reason Is Treason" című kislemezzel már két korábbi kislemezük is megjelent, a harmadik kislemezük, a "Club Foot" volt az, ami a Kasabian sikerét hozta a brit kislemezlistán. A dal, amelyet a Kasabian korai éveiben írtak, mind kritikai, mind kereskedelmi sikert aratott, és megjelenése óta szinte minden Kasabian élő fellépésen előadják.
Ebben az időszakban különböző dobosok játszottak a Kasabianben, köztük a jelenlegi billentyűs Ben Kealey, DJ Dan Ralph Martin, Martin Hall-Adams, a testvérek Mitch és Ryan Glovers és még sokan mások. A bristoli felvételek során a zenekar megismerkedett Ian Matthews-szal, aki a "Processed Beats", a "Butcher Blues", a "Beneficial Herbs" és valószínűleg még néhány dalban játszik a debütáló albumon és a B-oldalas dalokban. Felkérték, hogy 2004-ben turnézzon velük, és 2005 áprilisában állandó taggá vált. Az album producere Jim Abbiss volt.

### Empireés Karloff távozása (2006–2007)
A Kasabian második, Empire című albumának felvételei alatt Christopher Karloffnak, a zenekar egyik fő dalszerzőjének "művészi és kreatív nézeteltérései" voltak, és a zenekar honlapja szerint megkérték, hogy hagyja el a zenekart, bár vannak arra utaló jelek, hogy személyes körülmények miatt távozott. 2013-ban megerősítette, hogy "a zenei irányvonallal kapcsolatos nézeteltérések és személyes megoldatlan dolgok" vezettek távozásához. Végül az Empire három dalához járult hozzá, köztük a róla elnevezett első kislemezdalhoz.
Az album, amelynek társproducere Jim Abbiss volt, 2006. augusztus 28-án jelent meg az Egyesült Királyságban. Az album első kislemezeként az "Empire" jelent meg, és a 9. helyig jutott a brit kislemezlistán, a "Shoot the Runner" pedig a 17. helyig jutott ugyanezen a listán. A harmadik kislemez, a "Me Plus One" 2007. január 2-án jelent meg.
A Kasabian elnyerte a 2007-es NME Awards-on a legjobb élő fellépőnek járó díjat.

### West Ryder Pauper Lunatic Asylum(2008–2010)
A zenekar 2007 végén kiadott egy EP-t Fast Fuse címmel, amelyen a "Fast Fuse" és a "Thick as Thieves" című dalok szerepeltek. Mindkét szám szerepel a harmadik albumukon.
A Kasabian 2007 végén kezdett el dolgozni harmadik albumán Dan the Automator producerrel. 2009. március 5-én kiderült, hogy az album címe West Ryder Pauper Lunatic Asylum lesz, megjelenési dátuma pedig 2009. június 8-a. A "Vlad the Impaler" című dalt 4 napig ingyenesen letölthető formában adták ki, az album előzeteseként. A "Vlad the Impaler" promóciós videójában a Zooniverzum – Állati kert!-ből ismert Noel Fielding szerepel. Fielding rajong a Kasabianért, és egy NME-borítón is szerepelt a zenekarral. Az album első kislemeze a 2009. június 1-jén megjelent "Fire" című szám volt, amelyet a 2010-11-es szezontól kezdve az angol Premier League főcímdalaként használtak, második kislemezként pedig a "Where Did All the Love Go?" című dal jelent meg. A harmadik kislemezdal, az "Underdog" az Asphalt 8: Airborne című mobil- és PC-játékban, valamint a Takers  című 2010-es filmben is szerepelt. Az Underdogot a Sony Bravia 200hz-es televízió 2009-es tévéreklámjában is felhasználták. A reklámban Kaká is szerepelt, aki akkoriban a világ legdrágább labdarúgója volt.
2009. június 14-én a West Ryder Pauper Lunatic Asylum című lemeze az Egyesült Királyság albumlistájának első helyére került, és két hetet töltött ott. A West Ryder Pauper Lunatic Asylum a 2009-es Mercury Prize jelöltjei közé került, és a 2009-es Q Awards-on a "Legjobb album" címet kapta. A zenekar a 2010-es Brit Awards-on elnyerte a "Legjobb együttes" díjat. A 2010-es Q Awards-on a zenekar elnyerte a "Best Act in the World Today" díjat.
Az első három album 2010-ben jelent meg The Albums címmel egy dobozos kiadásban.

### Velociraptor!(2011–2012)
A Kasabian 2010 novemberében kezdett el dolgozni negyedik albumán, a Velociraptor! címűn, melynek producere Dan the Automator volt. Több interjúban is kiderült, hogy néhány dalt már megírtak. Az egyik szám, a "Green Fairy" című szám, amely a London Boulevard soundtrackjén szerepelt, "La Fée Verte" néven szerepel a lemezen, de az album verziója eltér a soundtrack verziójától. 2011 júniusában a Kasabian zárta az Isle of Wight fesztivált. Emellett a Rockness fesztivál fő fellépői voltak, és 2011 júliusában a Rock Werchteren is játszottak. A zenekar megerősítette, hogy az album 2011. szeptember 19-én jelenik meg.
A "Switchblade Smiles", a Velociraptor! első hallható dala 2011. június 7-én, Zane Lowe műsorában, kizárólag a BBC Radio 1-on volt hallható. A műsorban megerősítették a negyedik album címét és megjelenési dátumát is. Az album első kislemezdalát a Kasabian weboldalán hallgathatták meg az érdeklődők, és az albumot előrendelők számára letöltésként is elérhető volt. Az albumról két számot ("Velociraptor" és "Switchblade Smiles") a négynapos bemelegítő turné során mutattak be, többek között a 2011. júniusi RockNess és Isle of Wight fesztiválok előtt a leedsi O2 Academy-ben játszottak. Az albumról a "Days Are Forgotten" című szám 2011. július 22-én került volna a rádiókba. Azonban az előző este felbukkant az interneten. Az album az Egyesült Államokban való megjelenésének első hetében nem tudta feltörni a Billboard Top 200-as listáját.
2011. november 27-én a Kasabian előadta a "Goodbye Kiss" című dalt a BBC Forma-1 2011-es szezonzáró montázsa során. Ugyanebben a hónapban a zenekar teljes turnéra indult az Egyesült Királyságban, beleértve két teltházas koncertet a nottinghami Capital FM Arénában, a koncerteken Miles Kane és az ausztrál ME együttes támogatta őket. 2011. december 31-én a Kasabian szilveszteri koncertet adott NYE:Rewired címmel a londoni O2 Arénában. Az eseményt élőben közvetítette a YouTube.
A 2012 eleji japán, ausztráliai és európai koncertek után a Kasabian március 12-én Dallasban indította el észak-amerikai turnéját, melyen április végéig 19 koncertet adtak az Egyesült Államokban és Kanadában. Május 16-án a Kasabian honlapján bejelentették, hogy a 2011. december 15-i koncertjüket, amelyet a londoni O2-ben vettek fel, 2012. május 30-án több mint 60 moziban vetítik az Egyesült Királyságban és Írországban. A Kasabian Live! Live at the O2 című filmet az Altive Media és az Eagle Vision forgalmazza. 2012. június 29-én a Kasabian fellépett a franciaországi Arrasban megrendezett Main Square fesztiválon. A szett végén Tom Meighan visszatért a színpadra a zenekar nélkül, és kíséret nélkül adta elő a The Beatles "She Loves You" című dalát, amit három nappal korábban a görögországi Athénban és június 16-án Dániában, a NorthSide fesztiválon is megtett. 2012. július 8-án a zenekar a T in the Park nevű brit fesztivál fő fellépője volt. Kasabian 2012. augusztus 24-én és 25-én a Reading és a Leeds Fesztivál főszereplője volt

### 48:13(2013–2015)

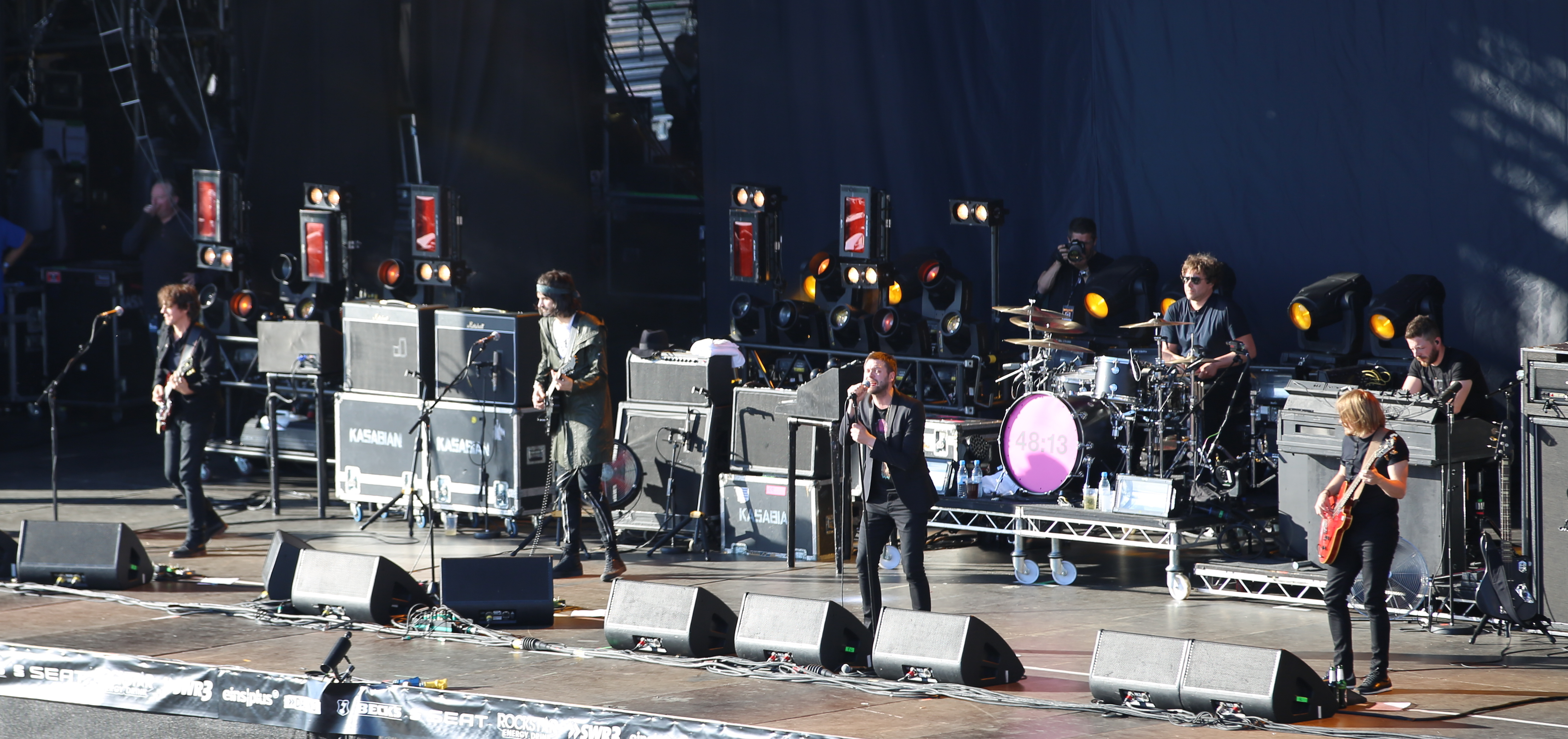
A Kasabian a Rock am Ringen 2014-ben

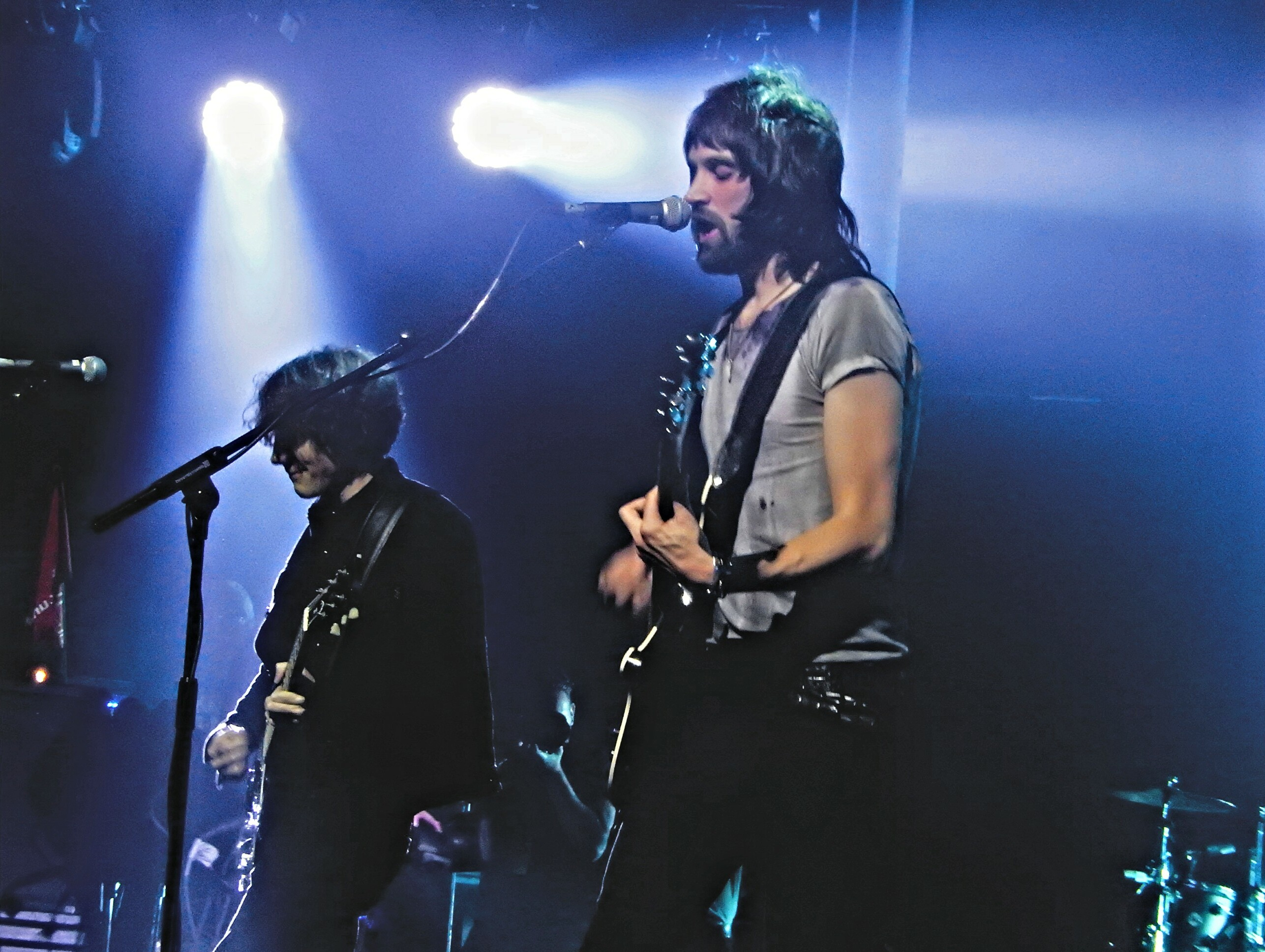
A Kasabian fellépése az iTunes Fesztiválon a londoni Roundhouse-ban 2014-ben

2013 márciusában Sergio Pizzorno a Facebookon keresztül megerősítette, hogy a turnézó ritmusgitáros Jay Mehler elhagyta a Kasabiant, hogy csatlakozzon Liam Gallagher új zenekarához, a Beady Eye-hoz, mint turnézó basszusgitáros. Tim Carter turnézó gitárosként csatlakozott a Kasabianhoz, és először 2013. március 6-án lépett fel a zenekarral Russell Brand Give It Up for Comic Relief című komédia- és zenei koncertjén a Wembley Arénában. Carter zenei mérnök-producer és Dan the Automator asszisztense, aki a West Ryder Pauper Lunatic Asylum és a Velociraptor! társproducere volt.
Egy maroknyi koncertet és fesztiválfellépést követően a Kasabian 2013 novemberében egy teaser videót tett közzé, amelyben bejelentette, hogy az előző hat hónapban új anyagon dolgoztak. Az album producere Sergio Pizzorno volt. Azt is bejelentették, hogy 2014 júniusában, a debütáló albumuk tízéves évfordulója környékén 60 000 ember előtt játszanak egy hazatérő koncertet a leicesteri Victoria Parkban. 2014. április 4-én megerősítették, hogy a Kasabian lesz a 2014-es Glastonbury Fesztivál "Pyramid Stage" fő fellépője 2014. június 29-én.
2014. április 28-án a zenekar nyilvánosságra hozta, hogy az album címe 48:13 lesz, és 2014. június 9-én jelenik meg. Az albumot népszerűsítő "Eez-eh" című kislemez 2014. április 29-én jelent meg. Az "Eez-eh" című számot a 2014-es Glastonbury Fesztiválon adták elő a 48:13 és a korábbi albumok más számaival együtt. A műsorban két feldolgozás is elhangzott: a "Crazy", amelyet eredetileg a Gnarls Barkley vett fel, és a "Praise You" Fatboy Slimtől, amelyet az "L.S.F." című daluk intrójaként használtak.
A 2015-ös NME Awards-on a Kasabian 9 jelölést kapott, ezzel megdöntve a 2009-es Oasis rekordot (7 jelölés).

### For Crying Out Loudés Meighan távozása (2016–2021)
2016-ban a zenekar májusban egy rövid turnét játszott, amelynek csúcspontja két koncert volt a Leicester City pályáján, a King Power Stadionban, hogy megünnepeljék a klub Premier League-győzelmét. A két koncert közül az elsőn a Kasabian bemutatta új dalát, a "Put Your Life On It" címűt, amelyet a városnak és azoknak szentelt, akik már nincsenek közöttünk, hogy láthassák a város közelmúltbeli sporteredményeit, a De Montfort Egyetem gospelkórusának kíséretében. A május 16-i LCFC győzelmi felvonulás részeként a leicesteri Victoria Parkban is előadtak egy rövid szettet. A hatodik albumhoz számos inspirációt is felsoroltak, többek között a Nirvanát, Bruce Springsteent, David Bowie-t és Claudio Ranierit. Szeptember 8-án megerősítették, hogy a "Comeback Kid" az EA Sports FIFA 17 című játékának soundtrackjén is szerepel majd. 2016 decemberében az a hír járta, hogy az együttes a következő évben a Reading and Leeds Fesztiválon fog fellépni, de ragaszkodtak hozzá, hogy "a zenekar jelenleg az új albumuk befejezésével foglalkozik". A zenekar végül 2017 augusztusában fellépett a Reading and Leeds fesztiválon, valamint több más fesztiválon is abban az évben.
Az NME-nek adott 2017 januári interjújában Pizzorno elárulta, hogy a készülő albumon szerepel majd a "Bless This Acid House" című szám, amely a zenész szerint az egyik legjobb dal, amit írt.
2017 márciusában megerősítették, hogy a zenekar hatodik albuma a For Crying Out Loud címet kapja, és még az év májusában megjelenik. Az album borítóján a zenekar gitáros technikusának, Rick Grahamnek a fényképe látható. A zenekar egy világkörüli turnéra indult, amelynek keretében fellépett a Reading és a Leeds Fesztiválon, valamint a TRNSMT fő fellépője volt Glasgow-ban.
2020 júliusában bejelentették, hogy Meighan személyes problémák miatt közös megegyezéssel kilép a Kasabianből. Hamarosan kiderült, hogy Meighan áprilisban a lánya jelenlétében bántalmazta akkori menyasszonyát, és júliusban bíróság elé állt. A leleplezések fényében a zenekar közölte, hogy úgy döntöttek, megszakítják szakmai kapcsolatukat Meighannel.
Meighan kirúgása után a zenekar megmaradt alapítói, Pizzorno és Chris Edwards találkoztak, hogy megvitassák a Kasabian jövőjét. Úgy döntöttek, hogy a zenekarnak folytatódnia kell, és miután megfontolták egy új énekes felvételének lehetőségét, Pizzorno úgy érezte, hogy az lenne a legjobb, ha ő maga vállalná a szerepet. 2020 október végén a megmaradt zenekari tagok közleményt adtak ki a médiának, amelyben megerősítették, hogy Meighan végleg kilépett a zenekarból, és a turné- és merchandising cégükben is megszűnt partnerként részt venni.
2021. május 28-án a Kasabian bejelentette, hogy októberben turnét indít az Egyesült Királyságban, az elsőt Meighan távozása óta, ahol Pizzorno átveszi az összes énekesi feladatot, a turné gitáros Tim Carter pedig teljes munkaidőben a zenekar tagja lesz. Az új Kasabian október 13-án debütált Glasgow-ban, ahol a zenekarhoz csatlakozott Robert Harvey a The Musicból, mint multiinstrumentalista és háttérénekes.
2021. október 1-jén Liam Gallagher bejelentette, hogy a Kasabian 2022. június 3-án és 4-én a Knebworth Parkban lesz az előzenekara.

### The Alchemist's Euphoria(2021–napjainkig)
2021. október 27-én a Kasabian kiadta első kislemezét több mint négy év után, az "Alygatyr"-t. 2022. május 6-án megjelent a "Scriptvre" című második kislemez, valamint egy klip és a hetedik albumuk, a The Alchemist's Euphoria bejelentése, amely augusztus 12-én jelent meg. 2022. június 3-án, azon a napon, amikor a Kasabian Liam Gallagher előzenekaraként fellépett a Knebworth Parkban, kiadták a harmadik kislemezt, a "Chemicals"-t egy zeneszöveges videóval együtt, majd 2022. június 20-án egy videóklipet is.

## Tagok
| Jelenlegi tagok - Sergio Pizzorno - Chris Edwards - Ian Matthews - Tim Carter Jelenleg túrázó zenészek - Robert Harvey - Gary Alesbrook | Korábbi tagok - Christopher "Chris" Karloff (1997–2006) - Tom Meighan (1997–2020) Korábbi túrázó tagok - Jason "Jay" Mehler (2006–2012) - Ben Kealey (2003–2004, 2006–2021) - Ryan Glover (2004) - Mitch Glover (2004) - Daniel "Dan" Ralph Martin (2004) - Martin Hall-Adams (2004) |

## Diszkográfia
- Kasabian (2004)
- Empire (2006)
- West Ryder Pauper Lunatic Asylum (2009)
- Velociraptor! (2011)
- 48:13 (2014)
- For Crying Out Loud (2017)
- The Alchemist's Euphoria (2022)
- Happenings (2024)

## Fordítás
Ez a szócikk részben vagy egészben  a   Kasabian című angol Wikipédia-szócikk ezen változatának fordításán alapul.  Az eredeti cikk szerkesztőit annak laptörténete sorolja fel. Ez a jelzés csupán a megfogalmazás eredetét és a szerzői jogokat jelzi, nem szolgál a cikkben szereplő információk forrásmegjelöléseként.